# Bydgoskie Wieczory Organowe
Bydgoskie Wieczory Organowe u Ojców Jezuitów – coroczny cykl koncertów muzyki organowej, odbywający się w Bydgoszczy, w kościele Jezuitów św. Andrzeja Boboli. 

## Historia
Tradycje prezentacji muzyki organowej w Bydgoszczy sięgają okresu międzywojennego, kiedy m.in. w ówczesnej farze ewangelickiej (od 1945 r. kościele jezuitów św. Andrzeja Boboli) organizowano koncerty symfoniczne i recitale słynnych organistów. Do tych tradycji nawiązywały „Czwartki organowe” organizowane od 1992 r. przez Akademię Muzyczną. Kolejnym etapem rozwoju festiwali tej dziedziny muzyki w Bydgoszczy było powołanie w 1997 r. Festiwalu Młodych Organistów i Wokalistów im. ks. Jerzego Popiełuszki. 
Pomysłodawczynią i organizatorem Bydgoskich Wieczorów Organowych była absolwentka i wykładowca Akademii Muzycznej w Bydgoszczy - Ewa Polska, pełniąca również funkcję organisty w kościele św. Andrzeja Boboli przy Placu Kościeleckich w Bydgoszczy. 42-głosowe organy zainstalowane w tym kościele, mające charakter zabytkowy (1903), są najokazalszym instrumentem w Bydgoszczy oraz w województwie kujawsko-pomorskim. Zostały wykonane przez firmę Sauera z Frankfurtu nad Odrą, a w 1940 r. zmodernizowane przez gdańskiego organmistrza Josepha Goebla. Do realizacji pomysłu skłoniły walory instrumentu oraz akustyka wnętrz kościoła. Pierwszy publiczny koncert zorganizowano 22 sierpnia 2001 r., zaś I Bydgoskie Wieczory Organowe u Ojców Jezuitów zainaugurowano 30 października 2001 roku koncertem profesora bydgoskiej Akademii Muzycznej – Piotra Grajtera. W organizacji festiwalu uczestniczyli m.in. Jerzy Kukla (dyrektor artystyczny), Wojewódzki Ośrodek Kultury, Radio Plus, ojcowie Jezuici oraz Akademia Muzyczna im. Feliksa Nowowiejskiego w Bydgoszczy.
W początkowej fazie koncertowali w Bydgoszczy profesorowie i wykładowcy polskich Akademii Muzycznych, m.in. Piotr Grajter, Elżbieta Karolak, Irena Wisełka-Cieślar, Jerzy Kukla, Roman Perucki, Radosław Marzec, Waldemar Gawiejnowicz, Ewa Polska. Do muzykowania zapraszano także wybitnych młodych wykonawców z Polski oraz organistów z zagranicy, m.in.: Zuzanę Ferjencikową, Gieorgija Kurkova, Witalija Pivnova, Irinę Kalinovskaya i Zygmunta Strzępa. 
Do 2006 r. w ramach „Wieczorów Organowych” odbyło się 40 koncertów z udziałem 26 organistów, 6 artystów prezentujących inne specjalności wykonawcze (wokaliści i instrumentaliści), 4 chórów oraz 2 orkiestr. 

## Charakterystyka
Bydgoskie Wieczory Organowe u Ojców Jezuitów są prezentacją znanych utworów muzyki organowej oraz szerokiej literatury europejskiej i muzyki skomponowanej na ten instrument przez kompozytorów polskich. W programach koncertów występują dzieła Jana Sebastiana Bacha, Dietricha Buxtehudego, Johannesa Brahmsa, Cesara Francka, a także utwory Feliksa Nowowiejskiego, Mieczysława Surzyńskiego, Mariana Sawy. Prezentowane są także transkrypcje organowe utworów powstałych między epoką baroku a kulturą muzyczną XIX wieku. Formuła koncertów poszerzana jest o utwory pisane na instrumenty oraz głosy wokalne z towarzyszeniem organów. Dobór repertuaru uwzględnia możliwości brzmieniowe zabytkowych organów w kościele Jezuitów pw. św. Andrzeja Boboli.
Koncerty odbywają się we wtorki, raz w miesiącu, w okresie od października do czerwca.
Wykonawcami koncertów są na ogół soliści organiści. Z Bydgoskimi Wieczorami Organowymi łączą się Letnie Koncerty Muzyki Organowej i Kameralnej, w których prezentowane są najpopularniejsze utwory muzyki organowej.